# Nationella styrkealliansen
Nationella styrkealliansen (arabiska: Tahalouf al-Quwa al-Wataniyya, TQW) är en valkartell i Libyen, bildad i februari 2012 och ledd av Mahmoud Jibril, premiärminister i den tidigare övergångsregeringen.
Alliansen samlar 58 politiska partier, 236 ideella organisationer och över 280 oberoende kandidater.
Styrkealliansen är nationalistisk och moderat islamistisk och ser sharia som den främsta inspirationskällan när det gäller lagstiftning.
I västerländska media har alliansen felaktigt beskrivits som liberal och sekulär, något som Jibril reagerat på.
I valet av konstitutionsråd i juli 2012 tog styrkealliansen hem närmare hälften av de mandat som vikts åt politiska partier.